# حجت‌آباد (نجف‌آباد)
حجت‌آباد یک روستا در ایران است که در بخش مرکزی شهرستان سیرجان واقع شده‌است.